# Laburrus pellax
Laburrus pellax är en insektsart som beskrevs av Géza Horváth 1903. Laburrus pellax ingår i släktet Laburrus och familjen dvärgstritar. Inga underarter finns listade i Catalogue of Life.